# Belo Horizonte
Belo Horizonte (na portugalskom taj naziv znači lijep obzor) jedan je od četiri najveća grada i regije u Brazilu i glavni je grad države Minas Geraisa. Neformalni naziv grada je Beagá, jer tako na portugalskom zvuče inicijali BH. Beagá je centar veoma intenzivne ekonomske i kulturne aktivnosti s izvrsnom infrastrukturom i na nacionalnom i na međunarodnom nivou.
Jedna od zanimljivih karakteristika Belo Horizontea, po kojoj je najpoznatiji u Brazilu je neproporcionalan odnos u broj žena i muškaraca. Sredinom devedesetih godina dvadesetog stoljeća, u gradu je bilo 175.000 žena više nego muškaraca. Nitko ne zna razlog ovome, ali se pretpostavlja da je razlog to što muškarci odlaze iz grada u potrazi za poslom, a žene ipak ostaju uz obitelji u gradu.

## Povijest
Današnja metropola je ipak nekada davno bila malo selo, osnovano od strane istraživača ruda iz São Paula, João Leite da Silva Ortiz. Zbog povoljnih vremenskih prilika, koje je ovdje našao, napustio je 1701. godine ekspediciju i napravio farmu, pod nazivom Curral Del Rey. Dugo vremena, se čitav ovaj kraj zvao po ovoj farmi, Curral Del Rey (Kraljev Koral). Poslije njega, mnogi su dolazili u ovo područje i ubrzo njegova farma je bila okružena farmama. Jedna od obitelji koja je došla ovdje i napravila svoju farmu, bila je obitelj Gutierez. I danas se područje oko njihove nekadašnje farme zove po njima, a oni su i dalje jedna od najbogatijih obitelji Belo Horizontea, posjedujući Telemar, najuspješnije telekomunikacijsko poduzeće u državi.
Selo je raslo i zbog krda koja su prolazila ovim krajem na putu ka području rijeke São Francisco. Putnici su ovdje odlazili u drvenu kapelu kako bi se pomolili za dobar put. Na mjestu tadašnje kapelice nalazi se sada katedrala Boa Viagem (Catedral da Boa Viagem, gdje Boa Viagem znači dobar put), a naselje oko njega Boa Viagem.
Kada je 1889. godine Brazil postao republika, mjesto je promijenilo ime Kraljev Koral u Belo Horizonte. Prvobitna namjera je bila da se mjestu da ime Novo Horizonte - Novi Horizont. 7. prosinca, 1893. godine, Belo Horizonte je izabran za mjesto novog glavnog grada Minas Geraisa, koji bi trebalo zamijeniti dotadašnji Ouro Preto. Belo Horizonte je prvi planirani grad u Brazilu. Centar grada je imao isplaniranu mrežu ulica, ispresijecanu s dijagonalnim avenijama, a od parkova je ostao samo veliki centralni park.
Naseljavanje i proširivanje grada, naročito u zadnjih 20 godina dvadesetog stoljeća je imalo velikog utjecaja na ovako originalan urbanistički plan i danas grad ima velikih infrastrukturnih problema. Grad je trebao opet promijeniti ime, ovaj put u Cidade de Minas, čak je i proglašen glavnim gradom, 12. prosinca 1897. godine pod nazivom Cidade de Minas, ali ovo ime nikada nije postalo popularno među građanima, pa je i definitivno 1901. godine službeno vraćeno prvobitno ime Belo Horizonte.
Zbog prevelike urbanizacije, i velikih valova doseljavanja, 20% populacije stanovništva u gradu nema kanalizaciju, a poplave i kiše još uvijek odnosne živote i imovinu. Iako je u pitanju metropola i jedan od najvećih gradova u Brazilu, Belo Horizonte se i dalje smatra najvećim malim gradom na svijetu.

## Gospodarstvo
Belo Horizonte je centar distribucije i prerade najvažnijih grana industrije države, poljoprivrede i rudarstva. Među najvažnijim proizvodima se ubrajaju čelik, tekstil, automobili, zlato, mangan i drago kamenje. Belo Horizonte je također i kulturni centar, sa sveučilištima, muzejima, knjižnicama i s najraznovrsnijim noćnim životom u državi. Universidade Federal de Minas Gerais (ili jednostavno UFMG) je najstarije sveučilište u Belo Horizonte.

## Turističke atrakcije

### Pampulha
Osam kilometara, od centra Belo Horizontea, nalazi se područje Pampulha, to je područje, sa sjajnim umjetnim jezerom i modernim vilama. Tu se nalazi izvrsna katedrala San Francisco de Assis, kao i stadion Atletico Mineira, poznat kao Mineirão, najveći stadion u državi. U Pampulhi se nalazi i Ekološki i Zoološki park.
Pampulha je upisana na UNESCO-ov popis mjesta svjetske baštine u Amerikama 2016. godine kao „jedinstven primjer grada stvorenog 1940. godine; djelo arhitekta Oscara Niemeyera i drugih inovativnih umjetnika; moderni kompleks postignut smjelom uporabom betona spajajući arhitekturu, hortikultru i kiparstvo u skladnu cjelinu. Također, odražava utjecaje lokalnih tradicija, brazilske klime i prirodnog okoliša na modernu arhitekturu”. Pampulha je znamenitost koja je snažno utjecala na povijest urbanizma.

### Mangabeiras
Mangabeiras je najelitnija četvrt Belo Horizontea. Između predivnih zgrada nalazi se i Papin Trg, na kojem je Papa Ivan Pavao II. održao poslanicu u kojoj je izjavio "... kakav lijep horizont!". U blizini se nalazi i park Mangabeiras (Parque das Mangabeiras), toliko velik da ima vlastitu internu autobusnu službu.

### Savassi
Savasi je trgovačka četvrt u centru grada, ali i četvrt s najraznovrsnijim noćnim životom, s mnogo klubova i restorana i izvrsnom šoping zonom. Ovdje se nalazi Trg Slobode, na kojem je i stara Guvernerova Palača (Palača Slobode), prva zgrada završena u planiranom gradu.

## Sport
Najpoznatiji nogometni klubovi iz Belo Horizontea su:
- Clube Atlético Mineiro, popularni pijetlovi, višestruki prvaci države (Minas Gerais), osvajači CONMEBOL kupa. Iz ovog kluba su potekli mnogi veliki brazilski nogometaši kao što su golman Tafarel, Gilberto Silva i Guliano Beleti.
- America (América Futebol Clube) - nižerazredni klub, poznatiji kao zečevi, iznjedrio je brazilskog reprezantativca Freda.
- Cruzeiro Esporte Clube - lisice su ljuti rivali pijetlova i jedina su momčad u Brazilu koji su osvojili trostruku krunu, Prvenstvo Brazila, Kup Brazila i prvenstvo države (Minas Gerais). Iz kluba je izašlo mnogo velikih nogometaša, a u njemu je i Ronaldo započeo svoju profesionalnu karijeru.

## Gradovi partneri
- Toronto, Kanada
- Porto, Portugal (1986.)
- Milano, Italija
- Havana, Kuba
- Betlehem, Palestina
- Boston, SAD (2007.)
- Fort Lauderdale, SAD (2003.)
- Newark, SAD (2006.)
- Masaya, Nikaragva (2002.)
- Granada, Španjolska (1975.)
- Minsk, Bjelorusija (1987.)
- Luanda, Angola (1968.)
- Tegucigalpa, Honduras (2004.)
- Zahle, Libanon (1974.)
- Homs, Sirija (2001.)
- Tripoli, Libija (2003.)
- Cuenca, Ekvador (2004.)
- Córdoba, Argentina (2007.)
- São Paulo,  Brazil
- Lisabon, Portugal (2007.)
- Wuxi, Kina (1996.)

## Vanjske poveznice
- Fotografije grada
- Službena stranica  Arhivirana inačica izvorne stranice od 27. svibnja 2014. (Wayback Machine)
- Centar
- Pampulha
- Trg Slobode
- Mangabeiras
- Portal Belo Horizontea